# Berberis nevinii
Berberis nevinii är en berberisväxtart som beskrevs av Asa Gray och A. Gray et S. Wats.. Berberis nevinii ingår i släktet berberisar, och familjen berberisväxter. Inga underarter finns listade i Catalogue of Life.

## Bildgalleri

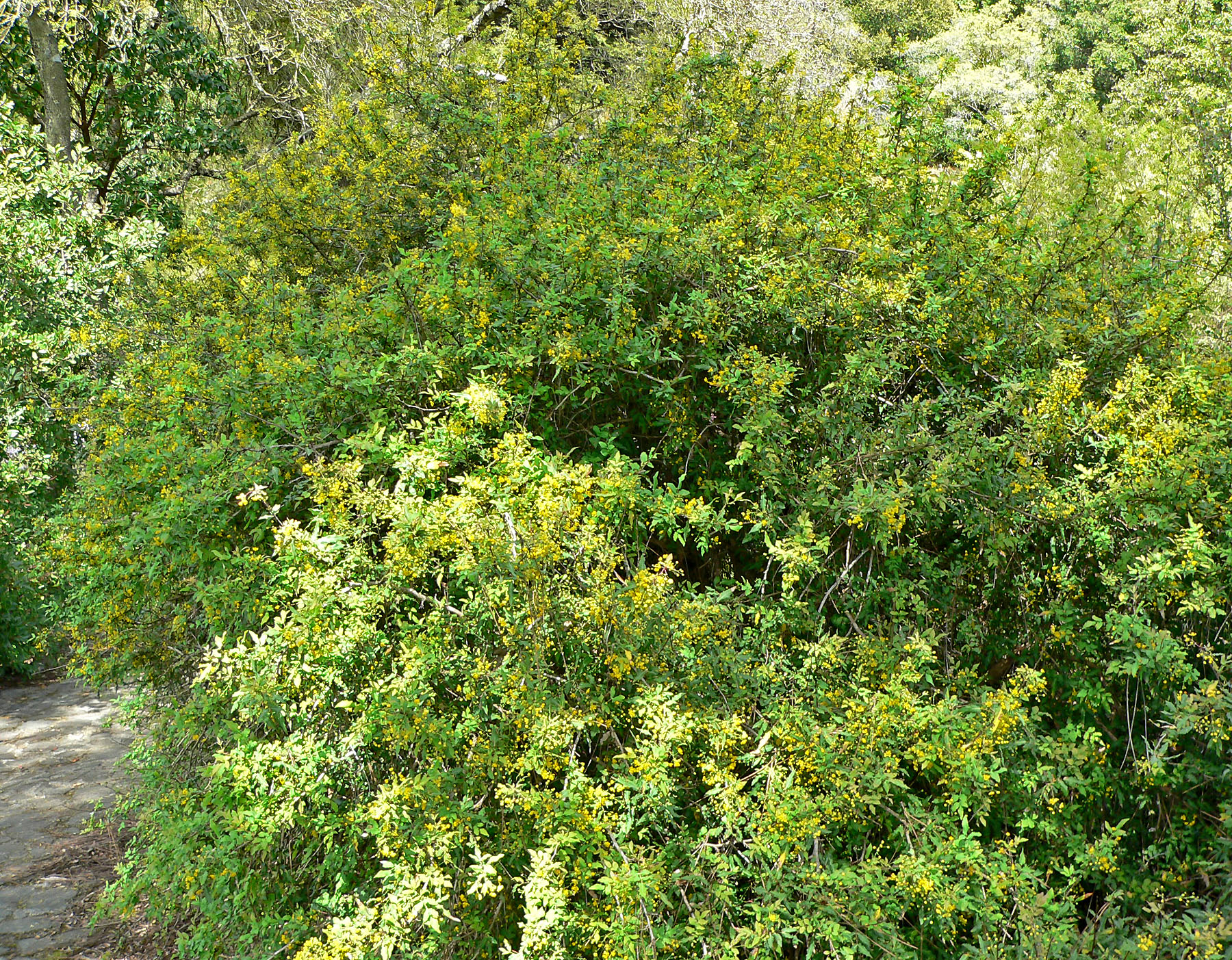
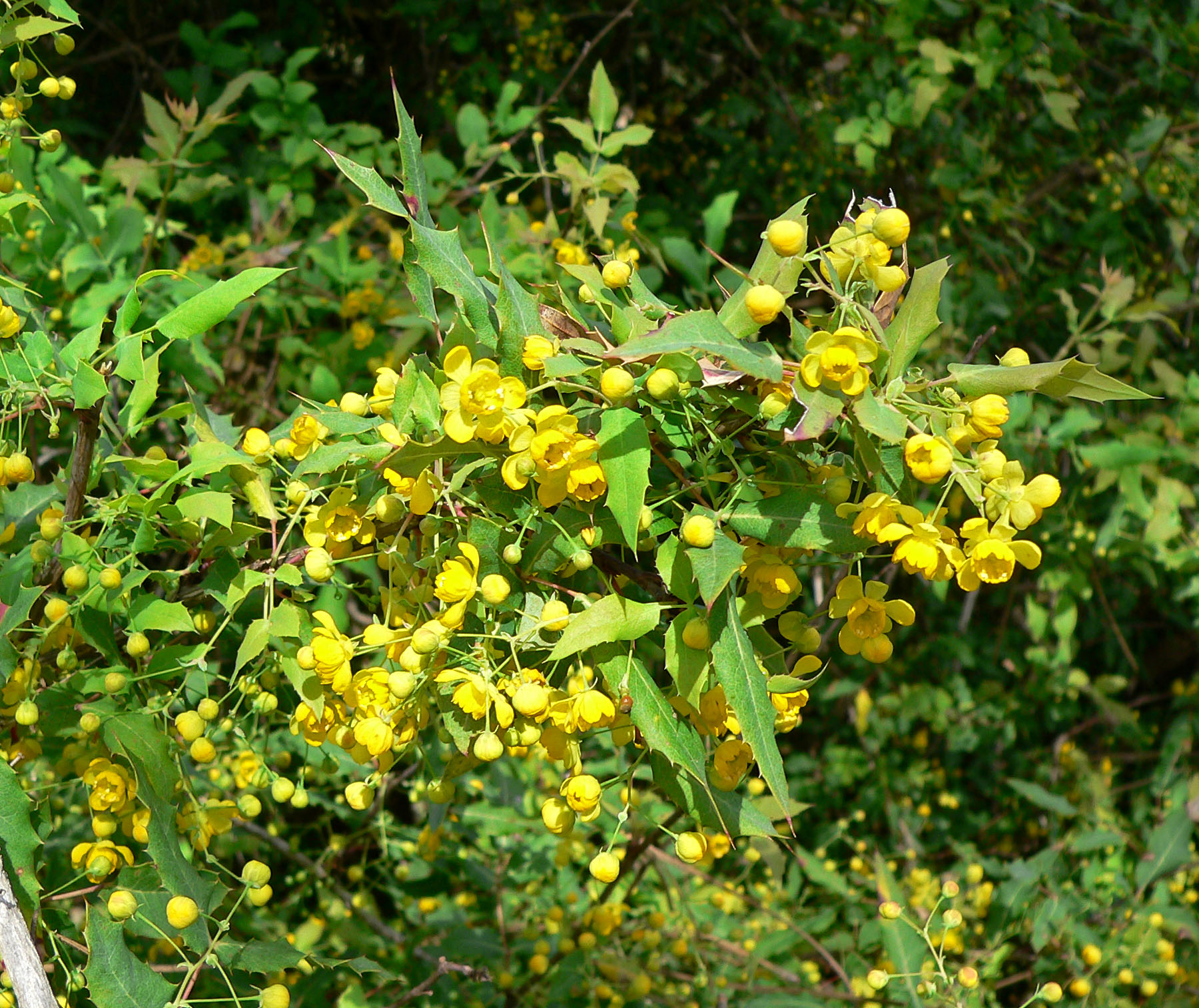
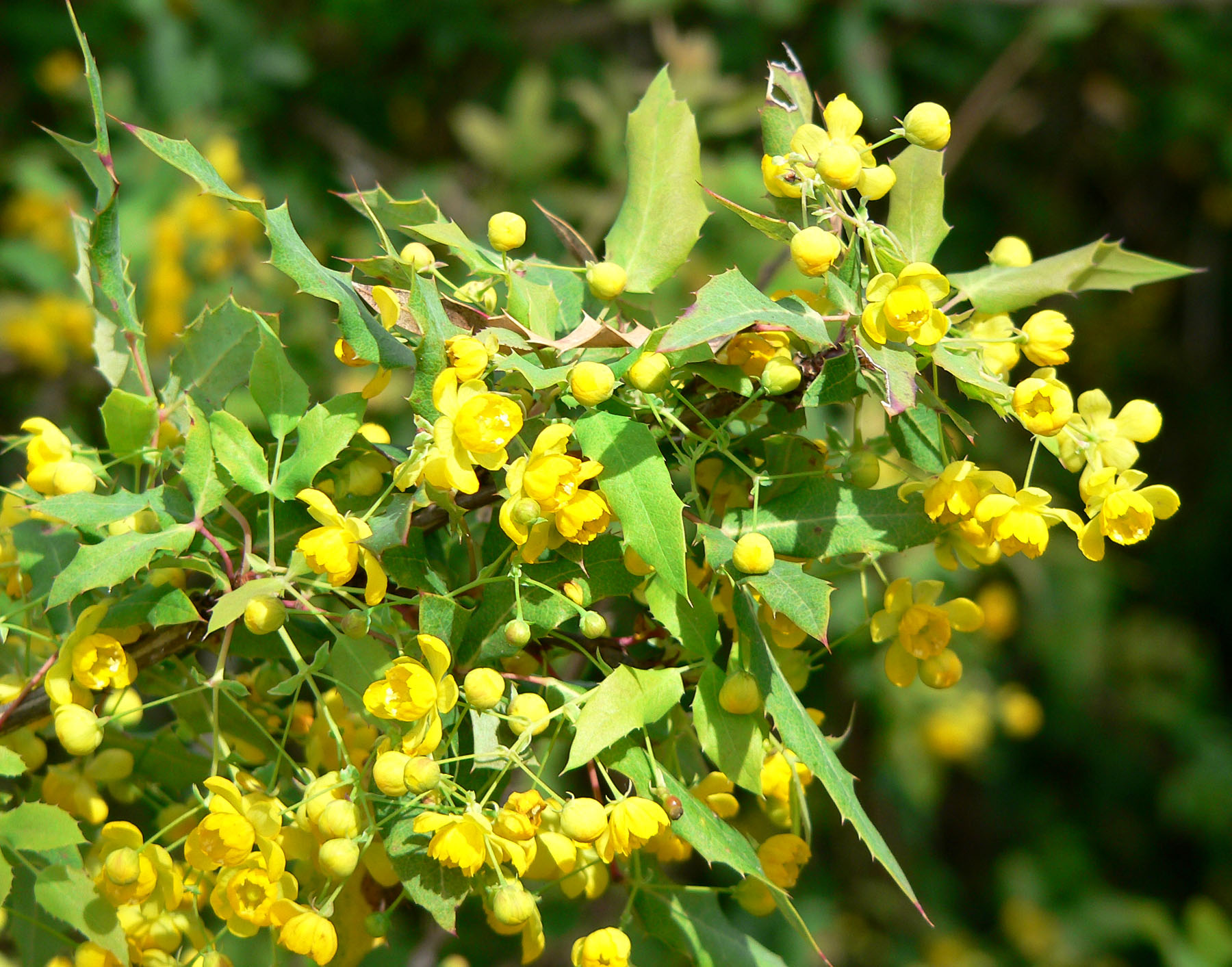
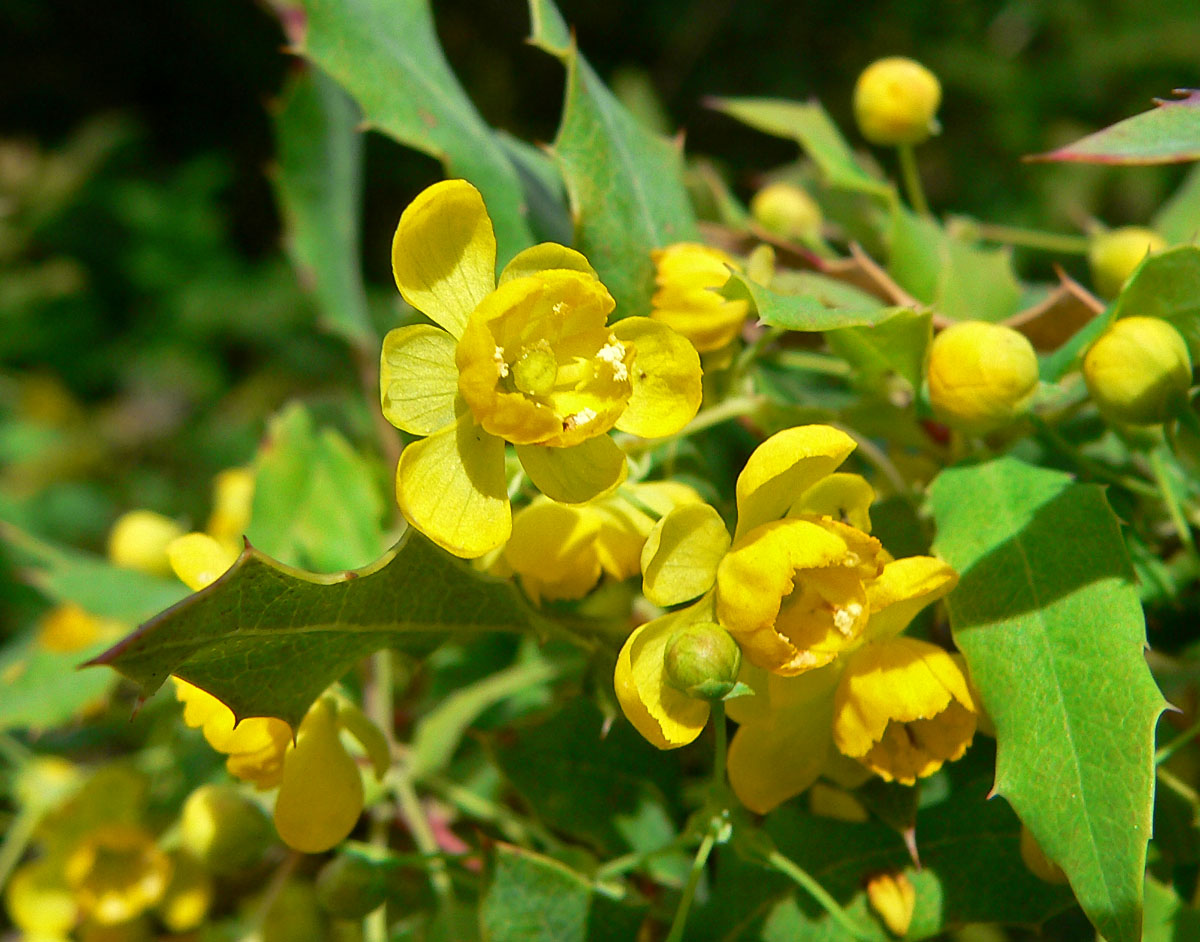
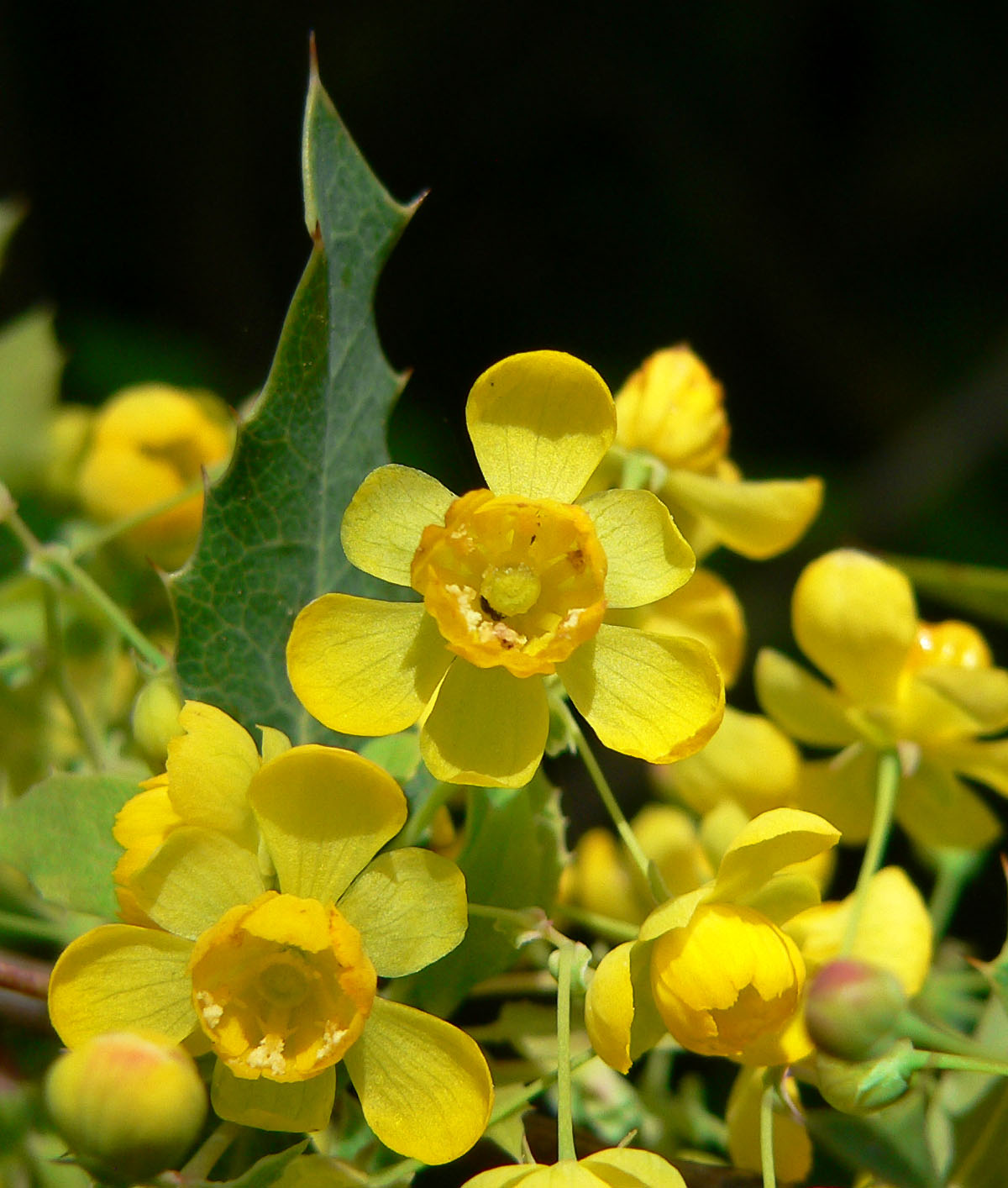
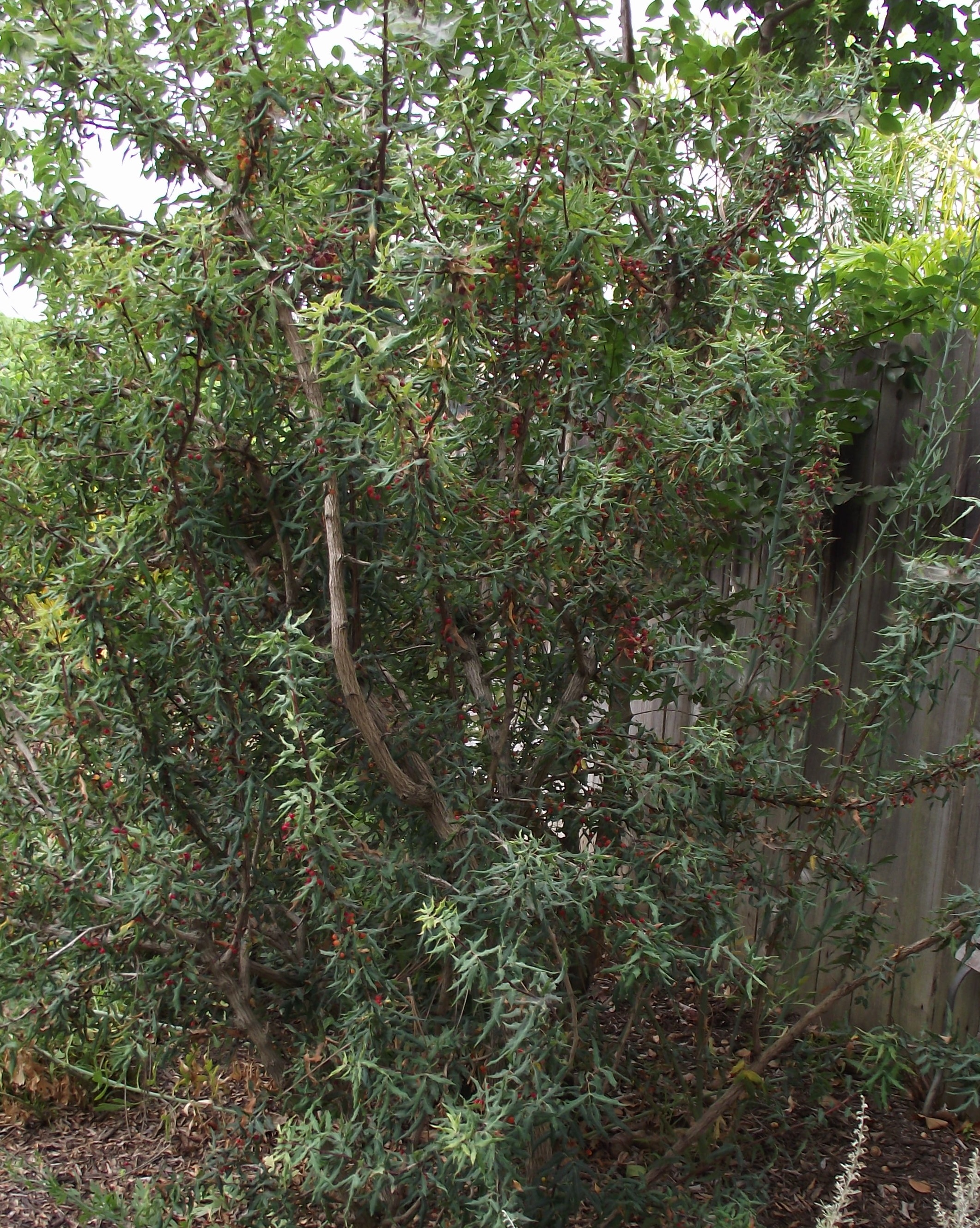